# Valter Chrintz
Valter Chrintz, né le 26 avril 2000 à Kristianstad, est un handballeur international suédois évoluant au poste d'ailier droit. 

## Biographie
Après avoir commencé sa carrière de handballeur professionnel dans son pays natal en Suède, il rejoint l'Allemagne et le Füchse Berlin en 2020.
En 2020, il est sélectionné avec l'équipe nationale de Suède pour le Championnat d'Europe où il termine à la 7e place.

## Palmarès

### Club
Compétitions internationales
- Ligue européenne (C3)
  - Vainqueur (1) : 2023
  - Finaliste (1) : 2021

Compétitions internationales
- Vainqueur du Championnat de Suède (1) : 2018

### Sélection nationale
Championnats d'Europe
- 7e place au Championnat d'Europe 2020
- Médaille d'or au Championnat d'Europe 2022

Championnats du monde
- Médaille d'argent au Championnat du monde 2021